# Malosco
Malosco település Olaszországban, Trento megyében. Lakosainak száma 433 fő (2018. január 1.). Malosco Appiano sulla Strada del Vino, Ronzone, Sarnonico és Fondo községekkel határos.

## Népesség
A település népességének változása:

| 2017 | 443 |
| 2018 | 433 |